# Pekka Toveri
Pekka Toveri (né le 6 avril 1961) est un homme politique finlandais et un général à la retraite.

## Biographie
Toveri sert dans l'armée finlandaise pendant plus de 35 ans, notamment en tant que commandant de la brigade blindée (2011-2013), du district militaire de Finlande occidentale (2014) et du régiment de chasseurs de la garde (2015-2016) ; en tant qu'Attaché militaire à l'ambassade de Finlande à Washington, DC (2016-2019) ; et enfin en tant que directeur de la division du renseignement du commandement de la défense (2019-2020), prenant sa retraite du service actif avec le grade de général de division,.
Toveri est nommé sous-lieutenant en 1982. Il atteint le grade de capitaine en 1990, de major en 1995, de colonel en 2007, de général de brigade en 2013 et enfin de général de division en 2019.
Après avoir quitté l'armée, il travaille comme chercheur affilié à l'Institut finlandais des affaires internationales,.
Toveri est élu au Parlement lors des élections de 2023, représentant la circonscription électorale d'Uusimaa pour le Parti de la coalition nationale,.
En juillet 2024, Toveri est élu au 10e Parlement européen, représentant la Finlande pour le Parti de la coalition nationale, au sein du groupe PPE.
Toveri est marié au lieutenant-colonel à la retraite Siobhán Toveri du commandement de la réserve de l'armée de l'air américaine, qui est attachée à l'ambassade des États-Unis à Helsinki,.